# 로페즈 로몽

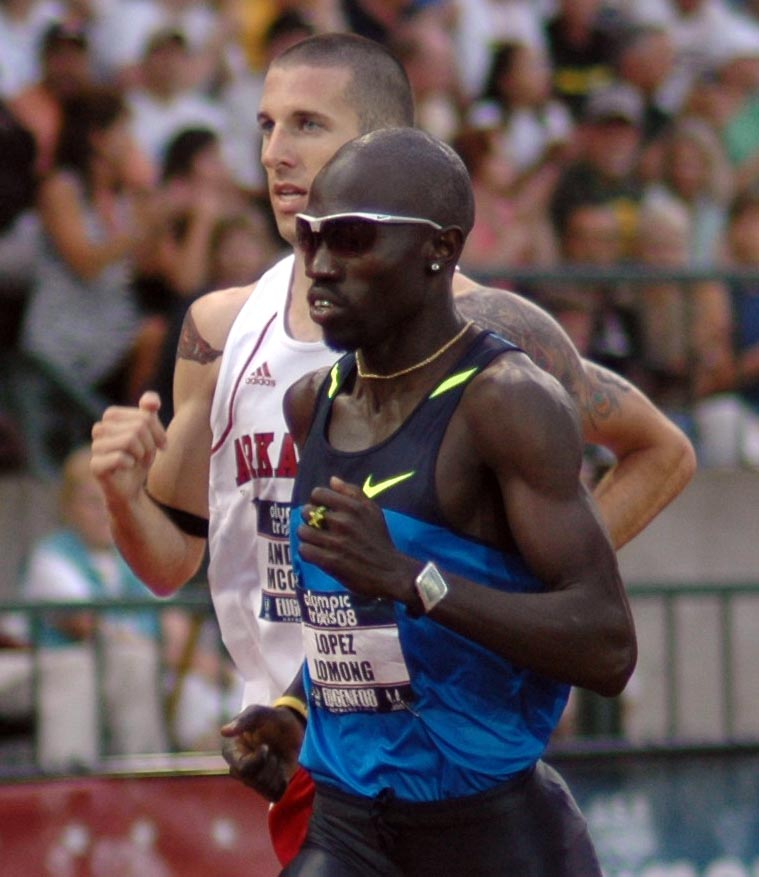
로페즈 로몽

로페즈 로몽(Lopez Lomong, 1985년 1월 5일 ~ )은 다르푸르 출신의 미국의 육상선수다. 어린시절 미국에 입양됐으며 2007년에 미국 시민권을 얻었다.

## 기타
- 그에 관한 일화가 2009년 10월 4일 MBC 《신비한 TV 서프라이즈》에 소개되기도 하였다.